# Жан Випотник
Жан Випотник (словен. Žan Vipotnik, нар. 18 березня 2002, Целє, Словенія) — словенський футболіст, нападник французького «Бордо» та національної збірної Словенії.

## Ігрова кар'єра

### Клубна
Жан Випотник є вихованцем футбольної школи словенського клубу «Марибор». У 2020 році нападник був внесний в заявку першої команди. Але не маючи постіної ігрової практики в клубі, він був змушений відправитися в оренду. У складі клубу «Гориця» Випотник у лютому 2021 року дебютував у чемпіонаті Словенії. На початку 2022 року футболіст знову був відданий в аренду. До кінця сезону він грав у складі «Триглава», якому допоміг посісти друге місце у Другому дивізіоні та через перехідні ігри вийти до Вищого.
Влітку 2022 року Випотник повернувся до «Марибора», у складі якого став кращим бомбардиром чемпіонату, забивши 20 голів.
5 липня 2023 року Випотник підписав контракт з французьким клубом «Бордо».

### Збірна
Жан Випотник пройшов всі рівні юнацьких збірних Словенії. 23 березня 2023 року у матчі відбору до Євро 2024 проти команди Казахстану Жан Випотник дебютував у складі національної збірної Словенії. В тому ж матчі нападник відмітився переможним голом.

## Титули
Індивідуальні
- Кращий бомбардир чемпіонату Словенії: 2022/23 (20 голів)